# Calamagrostis griffithii
Calamagrostis griffithii är en gräsart som först beskrevs av Norman Loftus Bor, och fick sitt nu gällande namn av Gurcharan Singh. Calamagrostis griffithii ingår i släktet rör, och familjen gräs.
Artens utbredningsområde är Afghanistan. Inga underarter finns listade i Catalogue of Life.